# زينة ملكي
زينة ملكي (28 يونيو 1964) ممثلة ومؤدي أصوات لبنانية.

## عن حياتها
درست التمثيل في الجامعة اللبنانية - معهد الفنون الجميلة – كلية التمثيل بين عاميّ 1983 و1986، وحازت على شهادة دبلوم دراسات عليا بعد تقديمها مسرحية «رافعة الأطباق» للكاتب «هارولد بينتر» كمشروع تخرج.

## أعمالها

### في المسرح

#### مسرح الأطفال
- «لعبة قمورة» عام 1984
- «مدينة الألوان» عام 1988 والمسرحيتان من تأليف واخراج كميل سلامة.
- حكاية يويو"
- «تفاحة والأمير».

#### مسرح الكبار
- «صانع الأحلام» لريمون جبارة عام 1985 وقد حازت هذه المسرحية على جائزة أفضل عمل مسرحي في أيام قرطاج المسرحية للعام ذاته.
- صانع الأحلام"
- «طرة... نقشة» لـ كميل سلامة عام 1988،
- «عنوان وأربع نسوان» لـ جورج شلهوب عام 1997،
- «شغلة فكر» لغابريـال يمين عام 1998
- «نارسيس» من تأليف ديمتري ملكي واخراج عبده النوار عام 2006.

### في التلفزيون
- «ثروة خالي في البرازيل» من كتابة مروان نجار واخراج ألبير كيلو،
- «نهاية الطريق» من تأليف أنطوان غندور واخراج أنطوان س. ريمي،
- «من أجلك حبيبي»
- «الثروة» من إخراج عبد السلام رزق و«السجين» و«فجأة ذات صباح» من إخراج ألبير كيلو أيضا.
- «اكتبلي قصة» من تأليف كميل سلامة واخراج جورج الأسمر،
- «بائع الأمثال» و«مشاعل الخير» و«بخلاء الجاحظ سنة 2000» و«صائمون ولكن» و«يا هلا» وكلها من كتابة مروان العبد، بينما تناوب على الإخراج في هذه المسلسلات كل من محمود الزردومي، أنطوان س. ريمي وغابي سعد. كما شاركت زينة ملكي في مجموعة كبيرة من المسلسلات للكتاب ناجي معلوف، عيسى سكاف، كميل سلامة، أنطوان غندور، زيناردي حبيس، سمير شمص ومروان وغدي الرحباني، ومن إخراج: موريس معلوف، عادل سابا، فارس الحاج، جورج غياض، باسم نصر ومكرم حنوش. في العام 1988 حازت زينة ملكي على جائزة أفضل ممثلة عربية في مهرجان التلفزيون العربي الذي جرى في تونس، وذلك عن دورها في السهرة التلفزيونية «ثماني نساء» التي كانت من اقتباس جوزف بو نصار ومن إخراج أنطوان س. ريمي. منذ العام 1990،

## أعمالها في الدبلجة
تشارك زينة ملكي في دبلجة المسلسلات المكسيكية والأميركية والروسية، بالإضافة إلى الرسوم المتحركة.

### مسلسلات
- مهما كان الثمن - ايزابيل.
- الوالدان السحريان - السيدة تيرنر (نسخة فيلملي).
- كركور وحذاء السعادة - هاني.
- مغامرات سندباد - ادوار متعددة.
- كوردج الجبان - ميوريل

## روابط خارجية
- زينة ملكي على موقع IMDb (الإنجليزية)
- زينة ملكي على موقع قاعدة بيانات الأفلام العربية